# Adachi (Tòquio)

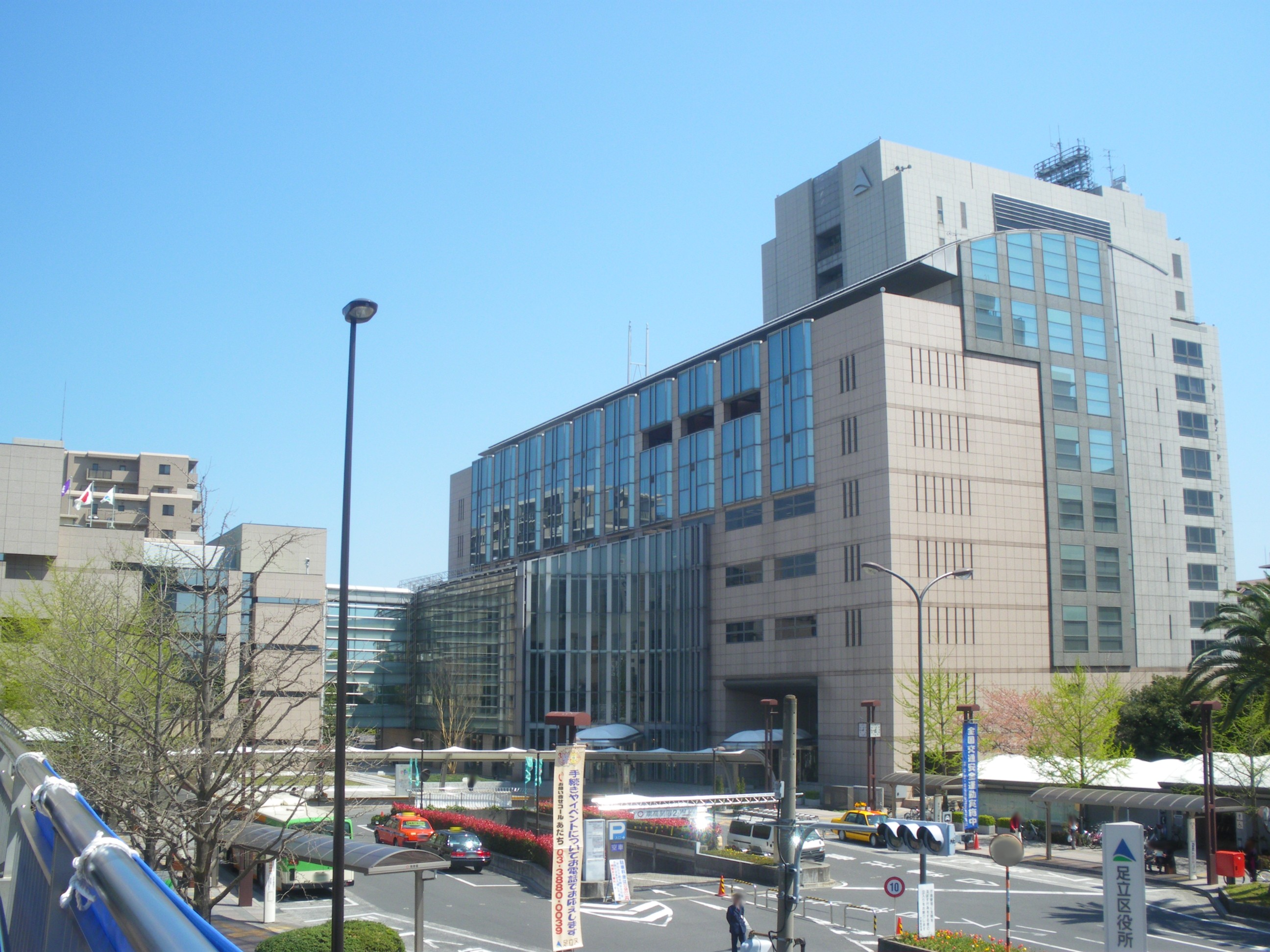
Ajuntament d'Adachi

Adachi (足立区, Adachi-ku) és un dels 23 districtes especials de Tòquio, a la regió de Kanto, Japó. Adachi també es pot conèixer com a "ciutat d'Adachi" (Adachi City) en anglès.

## Geografia
El districte especial d'Adachi es troba localitzat a la part nord del centre de Tòquio. El districte es divideix en dues zones diferenciades: una petita franja de terra entre el riu Sumida i el riu Arakawa i altra zona més gran al nord del riu Arakawa. El terme del districte limita amb els de les ciutats de Kawaguchi, Sōka i Yashio, pertanyents a la prefectura de Saitama i amb els districtes toquiòtes de Kita a l'oest, Sumida al sud i Arakawa a l'est.

### Barris
Els chōchō o barris del districte són els següents:
- Aoi (青井)
- Adachi (足立)
- Ayase (綾瀬)
- Ikō (伊興)
- Ikō-Hon-chō (伊興本町)
- Iriya (入谷)
- Iriya-machi (入谷町)
- Umejima (梅島)
- Umeda (梅田)
- Ōgi (扇)
- Ōyata (大谷田)
- Okino (興野)
- Odai (小台)
- Kaga (加賀)
- Kahei (加平)
- Kita-Kahei-chō (北加平町)
- Kurihara (栗原)
- Kōdō (弘道)
- Kōhoku (江北)
- Kojiya (古千谷)
- Kojiya-Honchō (古千谷本町)
- Sano (佐野)
- Saranuma (皿沼)
- Shikahama (鹿浜)
- Shimane (島根)
- Shinden (新田)
- Shinmei (神明)
- Shinmei-Minami (神明南)
- Sekibara (関原)
- Senju (千住)
- Senju-Akebono-chō (千住曙町)
- Senju-Asahi-chō (千住旭町)
- Senju-Azuma (千住東)
- Senju-Ōkawa-chō (千住大川町)
- Senju-Kawara-chō (千住河原町)
- Senju-Kotobuki-chō (千住寿町)
- Senju-Sakuragi (千住桜木)
- Senju-Sekiya-chō (千住関屋町)
- Senju-Tatsuta-chō (千住龍田町)
- Senju-Nakai-chō (千住中居町)
- Senju-Naka-chō (千住仲町)
- Senju-Hashido-chō (千住橋戸町)
- Senju-Midori-chō (千住緑町)
- Senju-Miyamoto-chō (千住宮元町)
- Senju-Moto-machi (千住元町)
- Senju-Yanagi-chō (千住柳町)
- Take no tsuka (竹の塚)
- Tstunuma (辰沼)
- Chūō-Hon-chō (中央本町)
- Tsubaki (椿)
- Tōwa (東和)
- Toneri (舎人)
- Toneri-Kōen (舎人公園)
- Toneri-machi (舎人町)
- Nakagawa (中川)
- Nishi-Ayase (西綾瀬)
- Nishi-Arai (西新井)
- Nishi-Arai-Sakae-chō (西新井栄町)
- Nishi-Arai-Hon-chō (西新井本町)
- Nishi-Ikō (西伊興)
- Nishi-Ikō-chō (西伊興町)
- Nishi-Kahei (西加平)
- Nishi-Take no tsuka (西竹の塚)
- Nishi-Hokima (西保木間)
- Hanahata (花畑)
- Higashi-Ayase (東綾瀬)
- Higashi-Ikō (東伊興)
- Higashi-Hokima (東保木間)
- Higashi-Roku-Gatsu-chō (東六月町)
- Hitotsuya (一ツ家)
- Hinode-chō (日ノ出町)
- Hirano (平野)
- Hokima (保木間)
- Hozuka-chō (保塚町)
- Hori no uchi (堀之内)
- Minami-Hanahata (南花畑)
- Miyagi (宮城)
- Mutsugi (六木)
- Motoki (本木)
- Motoki-Higashi-machi (本木東町)
- Motoki-Nishi-machi (本木西町)
- Motoki-Minami-machi (本木南町)
- Motoki-Kita-machi (本木北町)
- Yazaike (谷在家)
- Yanaka (谷中)
- Yanagihara (柳原)
- Roku-Gatsu (六月)
- Roku-chō (六町)

## Història
Sota el sistema del Ritsuryō, aquest districte constituïa la part sud de la província de Musashi. L'any 826, durant el període Heian, es va fundar el temple Nishiarai Daishi. Durant el període Muromachi i el període Sengoku, aquesta regió estava dominada pel clan Chiba. El gran pont de Senju va ser construït l'any 1594. Durant el període Edo, una part del districte va ser administrat pel Shōgun mentre que una altra era sota el control del temple Kan'ei-ji, situat a Ueno. Adachi va obtenir el seu estatus de districte el 15 de març de 1947.

## Administració

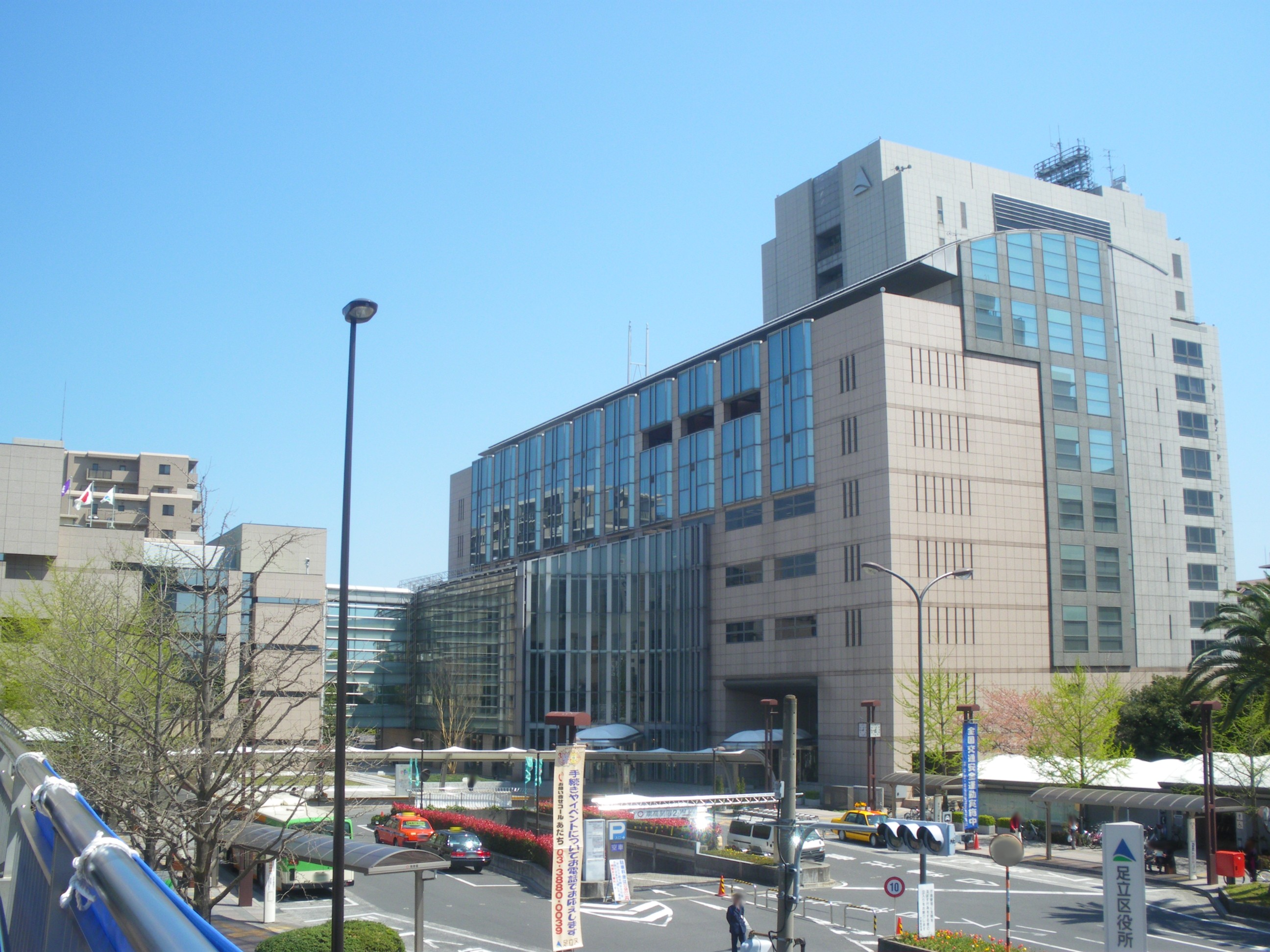
Ajuntament d'Adachi

### Alcaldes
Aquesta és la relació d'alcaldes democràtics:
- Masaji Ōyama (1947-1955)
- Tsunesuke Saitō (1955-1960)
- Toshio Okazaki (1960-1972)
- Hisamu Hasegawa (1973-1980)
- Tadashi Furushō (1980-1996)
- Manzō Yoshida (1996-1999)
- Tsunetoshi Suzuki (1999-2007)
- Yayoi Kondō (2007-present)

### Assemblea
| Assemblea d'Adachi (2019-2023) | Assemblea d'Adachi (2019-2023)   | Assemblea d'Adachi (2019-2023) | Assemblea d'Adachi (2019-2023) |
| PR: Shigenori Furushō (PLD)    | PR: Shigenori Furushō (PLD)      | VP: Takashi Fuchigami          | VP: Takashi Fuchigami          |
| Grups polítics                 | Grups polítics                   | Grups polítics                 | Regidors                       |
| ------------------------------ | -------------------------------- | ------------------------------ | ------------------------------ |
|                                | Partit Liberal Democràtic        | PLD                            | 16 / 45                        |
|                                | Kōmeitō                          | KMT                            | 13 / 45                        |
|                                | Partit Comunista del Japó        | PCJ                            | 7 / 45                         |
|                                | Independents                     | Ind                            | 4 / 45                         |
|                                | Partit Democràtic Constitucional | PDC                            | 3 / 45                         |
|                                | Els Toquiòtes Primer             | TFK                            | 1 / 45                         |
|                                | Partit Democràtic Popular        | PDP                            | 1 / 45                         |

## Demografia
| 1920    | 1930    | 1940    | 1950    | 1960    | 1970    | 1980    |
| ------- | ------- | ------- | ------- | ------- | ------- | ------- |
| 61.102  | 135.142 | 231.246 | 268.304 | 408.768 | 571.791 | 619.961 |
| 1990    | 2000    | 2010    | 2020    | 2030    | 2040    | 2050    |
| 631.163 | 617.123 | 684.063 | 683.431 | -       | -       | -       |

## Transport

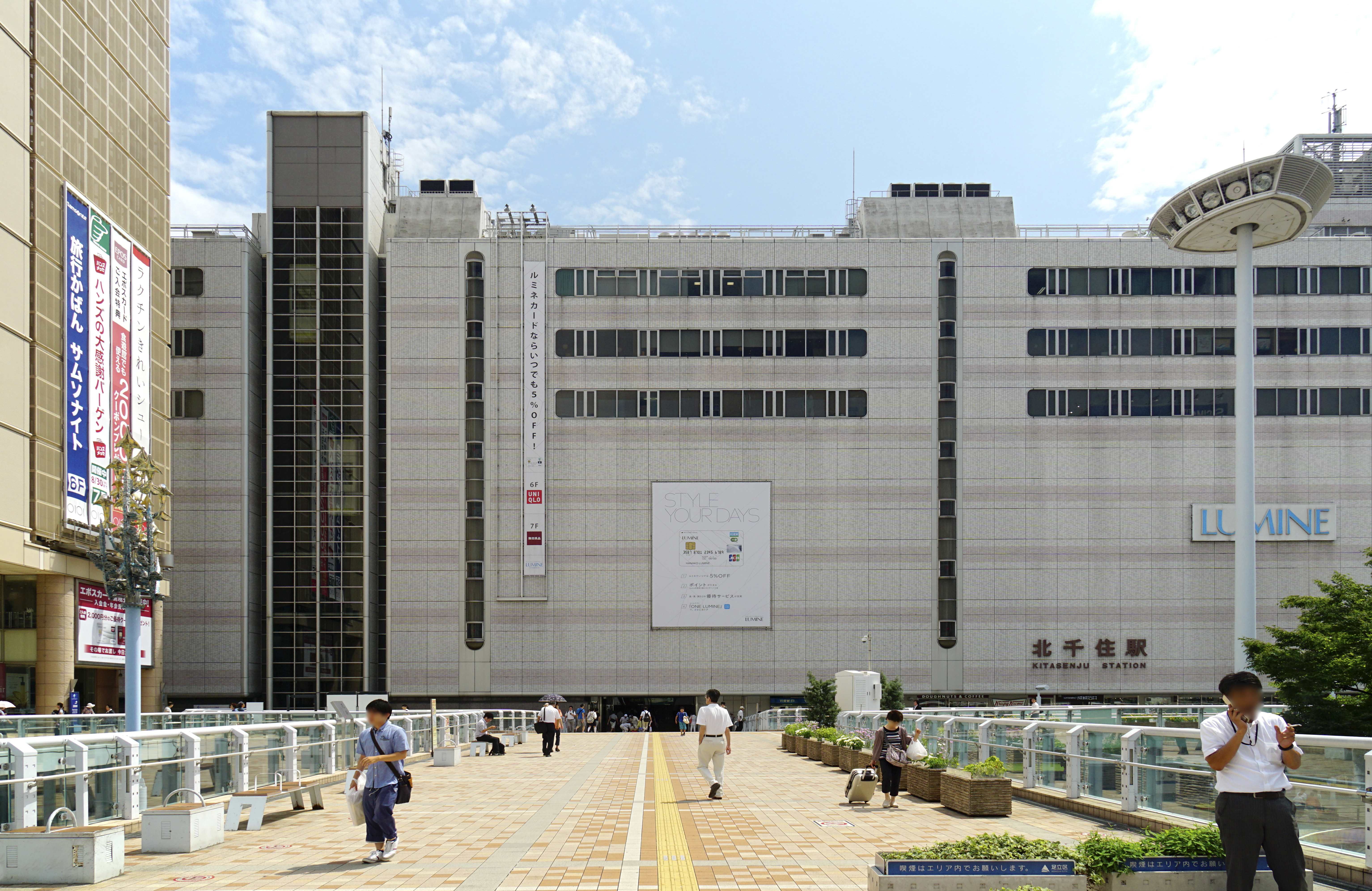
Estació de Kita-Senju

### Ferrocarril
- Companyia de Ferrocarrils del Japó Oriental (JR East)
  - Kita-Senju - Ayase
- Ferrocarril Tōbu
  - Horikiri - Ushida - Kita-Senju - Kosuge - Gotanno - Umejima - Nishi-Arai - Takenotsuka - Daishimae
- Ferrocarril Elèctric Keisei
  - Senju-Ōhashi - Keisei Sekiya
- Metro de Tòquio
  - Kita-Senju - Ayase - Kita-Ayase
- Companyia de Ferrocarril Metropolità Interurbà (Tsukuba Express)
  - Kita-Senju - Aoi - Rokuchō
- Departament de Transport Metropolità de Tòquio (Toei)
  - Adachi-Odai - Ōgi-ōhashi - Kōya - Kōhoku - Nishiaraidaishi-nishi - Yazaike - Toneri-kōen - Toneri - Minumadai-shinsuikōen

## Agermanaments
- Yamanouchi, prefectura de Nagano, Japó. (1982)
- Ciutat de Belmont, Austràlia Occidental, Austràlia. (1 d'octubre de 1984)
- Kanuma, prefectura de Tochigi, Japó. (1992)
- Uonuma, prefectura de Niigata, Japó. (2005)

## Fills il·lustres
- Kouta Hirano, mangaka
- Takeshi Kitano, realitzador.